# روحية

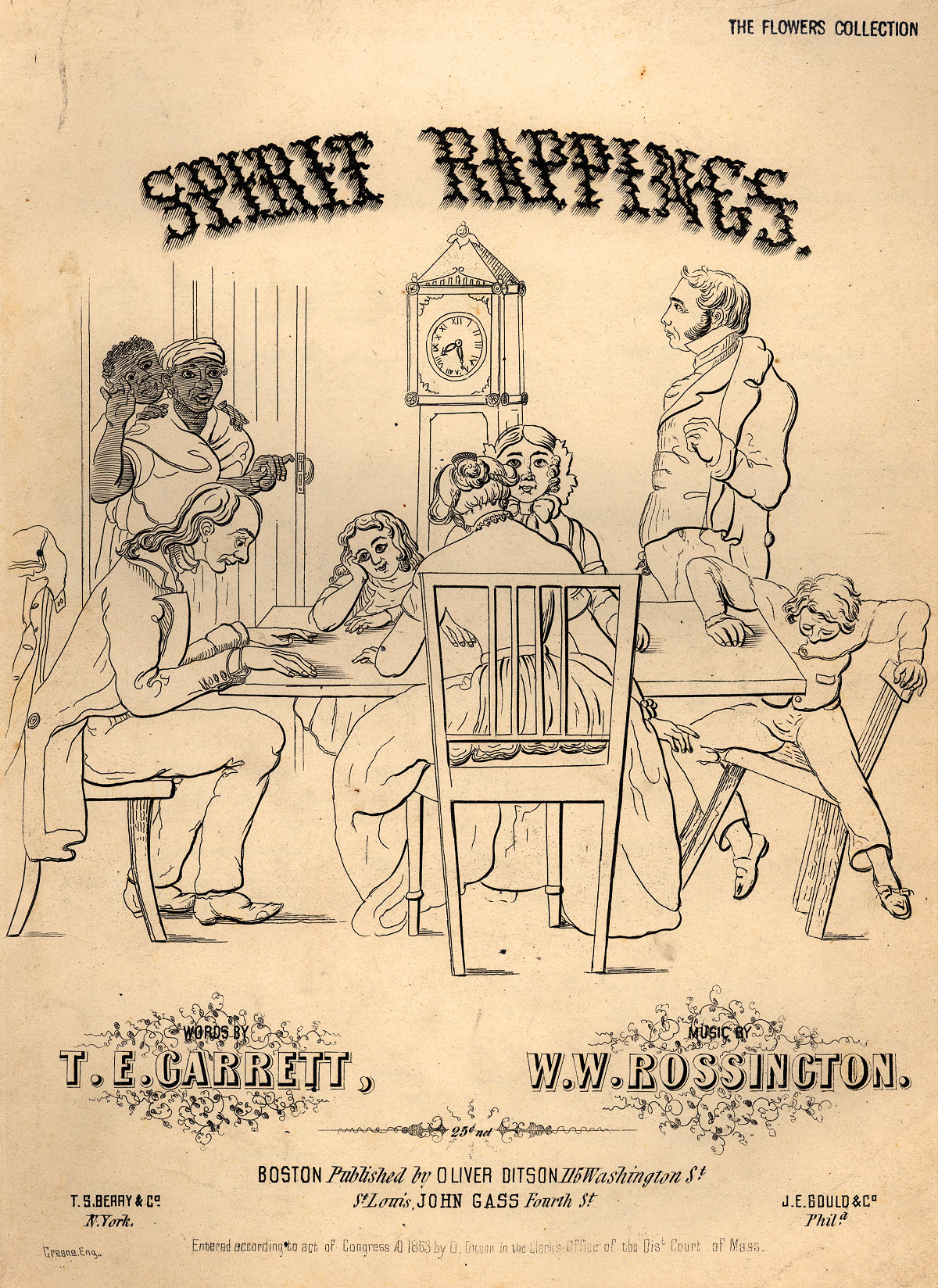

الروحية هي حركة دينية قائمة على الاعتقاد بأن أرواح الأموات موجودة وقادرة وعلى التواصل مع الأحياء. لا يعتبر الروحانيون الحياة الآخرة أو «عالم الأرواح» مكانًا ثابتًا، بل مكانًا تتابع فيه الأرواح تطورها. يودي هذان المعتقدان -إمكانية التواصل مع الأوراح، وأن الأرواح أكثر تطورًا من البشر- إلى إيمان الروحانيين بمعتقد ثالث، وهو: أن الأرواح قادرة على تقديم معرفة مفيدة حول قضايا أخلاقية وروحية، بالإضافة إلى حقائق حول طبيعة الإله. يتحدث بعض الروحانيين عن مفهوم يشيرون إليه باسم «المرشد الروحي»، ويعني الاعتماد على بعض الأرواح التي يتم التواصل معها للحصول على الإرشاد الروحي. تُعتبر الروحانية أحد فروع الروحية، وطورها ألان كارديك، وتُمارس اليوم بشكل رئيسي في أوروبا القارية وأمريكا اللاتينية خصوصًا في البرازيل، وتؤكد على نظرية تناسخ الأرواح.
تطورت الروحية وبلغت ذروة نموها وعدد أعضائها منذ أربعينيات القرن التاسع عشر إلى عشرينيات القرن العشرين، خصوصًا في الدول الناطقة باللغة الإنجليزية. بحلول عام 1897، يُقال أن عدد أتباع الروحية بلغ أكثر من ثمانية ملايين شخص في الولايات المتحدة وأوروبا، ينحدر معظمهم من الطبقتين الوسطى والعليا.
ازدهرت الروحية لنصف قرن دون وجود نصوص قانونية أو منظمات رسمية، وحققت التماسك من خلال نشر المجلات الدورية، وجولات المحاضرين المختصين بالتجلي، ولقاءات المخيمات، والنشاطات التبشيرية للوسطاء البارعين. شكلت النساء نسبة كبيرة من الروحيين البارزين، ودعمن قضايا مثل التحرير من العبودية وحق النسوة في الاقتراع مثل معظم الروحانيين. بحلول أواخر ثمانينيات القرن التاسع عشر، تراجعت مصداقية الحركة غير الرسمية بسبب اتهام الوسطاء بعمليات احتيال، وبدأت المنظمات الروحية الرسمية بالظهور. تُمارس الروحية اليوم بشكل أساسي من خلال الكنائس الروحية في الولايات المتحدة، وكندا، والمملكة المتحدة.

## معتقدات
جعل القاضي ألان باور الروحية ونظام الاعتقاد الخاص بها خصائص محمية وفقًا للقانون في المملكة المتحدة عام 2009 في محكمة الاستئناف في لندن، إنجلترا.

### الوساطة والأوراح
يؤمن الروحيون بإمكانية التواصل مع أرواح الأموات، الذين يعتبرونهم «بشرًا دون أجساد». ويعتقدون أن لدى الوسطاء الروحيين موهبة للتواصل مع الأرواح، ولكن من الممكن أن يصبح أيًا كان وسيطًا روحيًا بالدراسة والتدريب. يؤمنون بقدرة الأرواح على النمو وصولًا إلى الكمال، وعلى التقدم ضمن نطاقات أو مستويات أسمى، وأن الحياة الآخرة ليست مكانًا ثابتًا بل مكانًا تتطور فيه الأرواح. يؤدي المعتقدان السابقان -إمكانية التواصل مع الأوراح وإمكانية عيش الأرواح في مستويات أسمى- إلى اعتناق معتقد ثالث، وهو أن بإمكان الأرواح تقديم معرفة حول قضايا أخلاقية وروحية، بالإضافة إلى تقديم معلومات حول الإله والحياة الآخرة. بالتالي، يتحدث العديد من الروحيين عن «المرشدين الروحيين» -وهم عبارة عن أرواح معينة تم التواصل معها، ويُعتمد عليها كمصدر للإرشاد الروحي والعالمي.
وفقًا للروحيين، من الممكن أن يتلقى أيًا كان رسائل روحية، ولكن تُقام جلسات التواصل الرسمي عن طريق الوسطاء الذين يدّعون تلقي معلومات حول الحياة الآخرة.

### وجهات نظر دينية

#### إعلان المبادئ
لا تملك الروحية مجموعة معينة من القواعد نظرًا لكونها حركة غير رسمية، ولكن تبنت منظمات روحية عديدة داخل الولايات المتحدة تغييرات تتناول «إعلان المبادئ» الذي تم تطويره ككل أو جزء منذ عام 1899 وحتى 1944 وعُدّل مؤخرًا عام 2004. في شهر أكتوبر من عام 1899، تبنت الجمعية الوطنية للروحية مقالة بعنوان «إعلان المبادئ» في مؤتمر في شيكاغو، إيلينوي. أضافت الجمعية مبدآن آخران في أكتوبر من عام 1909، في مؤتمر في روتشستر، نيويورك. أخيرًا، في شهر أكتوبر من عام 1944، تبنت الجمعية مبدأً سادسًا متعلقًا بالكنائس في مؤتمر في سانت لويس في ميزوري.
يُعتبر الاتحاد الروحي الوطني المنظمة الرئيسية الممثلة للروحية في المملكة المتحدة، وتعتمد تعاليمها على المبادئ السبعة.

## الأصول
ظهرت الروحية أول مرة في المنطقة الغربية المركزية لنيويورك، حيث ظهرت الحركات الدينية المبكرة مثل حركة أتباع ويليام ميلر (بالإنجليزية: Millerism) والحركة المورمونية خلال الصحوة الكبرى الثانية، على الرغم من أن الحركة المورمونية بحد ذاتها لم ترتبط بالروحية.
شكلت منطقة نيويورك بيئة خصبة للاعتقاد بأن التواصل مع الإله والملائكة أمر ممكن، وأن الإله لن يتصرف بقسوة، على سبيل المثال، لن يحكم الإله على الأطفال غير المعمدين بجحيم مؤبد.

### إمانول سفيدنبوري وفرانز أنطون ميسمر
في هذه البيئة، شكلت كتابات إمانول سفيدنبوري (1688- 1772) وتعاليم فرانز أنطون ميسمر (1734- 1815) مثالًا للباحثين عن المعرفة الشخصية المباشرة التي تتناول الحياة الآخرة. وصف سفيدنبوري، الذي ادعى تواصله مع الأرواح في يقظته، بنية عالم الأرواح. تناغمت اثنتان من الصفات التي قدمها مع ما قدم الروحيين ممن سبقوه: أولًا، عدم وجود جحيم أوحد ونعيم أوحد، بل سلسلة من جنات النعيم والجُحُم مختلفة المستويات، ثانيًا، الأرواح وسطاء بين البشر والإله، لذلك يستخدمها الإله أحيانًا وسيلة للتواصل. على الرغم من تحذير سفيدنبوري من السعي وراء التواصل مع الأرواح، يبدو أن عمله أوقد نار الرغبة لدى العديدين للقيام بذلك.
كان سفيدنبوري مخترعًا وعالمًا رفيع المقام في السابق، وحقق العديد من الابتكارات الهندسية ودرس الفسيولوجيا والتشريح. لاحقًا، في عام 1741، بدأ أيضًا بخوض سلسلة من التجارب، والأحلام، والرؤى الروحية، مدعيًا أن الإله ناداه ليصلح المسيحية ويعرّف الناس بكنيسة جديدة.
لم يساهم ميسمر في المعتقدات الدينية، لكنه قدّم تقنية عُرفت لاحقًا باسم التنويم المغناطيسي، التي قيل أن بإمكانها تحفيز التجلي وتمكّن الأشياء من التواصل مع كائنات خارقة للطبيعة. كان هناك قدر كبير من الاحتراف الكامن في المظاهر الخاصة بالمغناطيسية الحيوانية، وكان هدف الممارسين الذين ألقوا محاضرات في منتصف القرن العشرين في أمريكا الشمالية هو تسلية جمهورهم بالإضافة إلى شرح طرق التواصل الشخصي مع الإله.
كان أندرو جاكسون ديفيس أشهر من دمج سفيدنبوري وميسمر في تركيب خاص بأمريكا الشمالية، في نظامه الذي أطلق عليه اسم «الفلسفة المتجانسة». كان ديفيس ممارسًا للمغناطيسية الحيوانية، والعلاج بالإيمان، وشخصًا شديد الذكاء من بلومنغ غروف في نيويورك. تأثر بشكل كبير أيضًا بالنظريات الاجتماعية الخاصة بنظام تشارلز فورييه. أصبح كتابه «مبادئ الطبيعة، ومكاشفاتها الإلهية، ونداء إلى البشرية» (بالإنجليزية: The Principles of Nature, Her Divine Revelations, and a voice to mankind) الذي صدر عام 1847، وقام بإملائه على أحد أصدقائه وهو في حالة تجلي، أقرب ما يكون إلى عمل قانوني في الحركة الروحية التي وقفت فرديتها المتطرفة في وجه تطوير رؤية واحدة متماسكة للعالم.